# Феодоровский монастырь (Переславль-Залесский)
Фео́доровский (Фёдоровский) монастырь — женский монастырь Переславской епархии Русской православной церкви в Переславле-Залесском. В обиходе обычно именуется Фёдоровским. Полное название по светским источникам — Переславский монастырь святого великомученика Феодора Стратилата.
До 1918 года имел официальный (государственный) статус второклассной общежительной женской (с 1667 года) обители Владимирской епархии (тогда в границах Владимирской губернии).

## История
Монастырь заложен в память и на месте битвы под Переславлем-Залесским в 1304 года между войсками московского князя Юрия Даниловича и тверского князя Михаила Ярославича. Победа москвичей случилась 8 июня в день Феодора Стратилата. Здесь был убит знаменитый боярин Акинф, родоначальник бояр Челядниных.
По рождению сына Фёдора в 1557 году царь Иван Грозный повелел построить церковь в Феодоровском монастыре.
Этот храм в честь Феодора Стратилата стал главным собором монастыря и сохранился до настоящего времени.
Царь Фёдор Иоаннович много раз посещал Феодоровский монастырь, подолгу там останавливался и молился. Впоследствии он был канонизирован Русской православной церковью.
До 1667 года монастырь был мужским.
В конце XIX века была основана Алексеевская пустынь, приписанная к монастырю.
К 1916 году число насельниц обители достигло 500 человек; монастырю принадлежали три пу́стыни, четыре церковно-приходские школы.

## История после 1918 года
До закрытия монастыря в 1923 году пастырское попечение над монашествующими и богомольцами осуществлял священник Николай Дунаев (расстрелян 27 ноября 1937 года).
В июне 1923 года монашеская община, существовавшая с 1918 года в форме сельскохозяйственной артели, была ликвидирована.
На территории размещались детская колония, дом престарелых, рабочие и служащие. Затем на длительный срок Фёдоровский монастырь передали военному ведомству. В странноприимном доме размещалась контора строительного треста.
Реставрация строений бывшего монастыря началась в 1967 году.
В 1998 году храмы и здания монастыря были переданы Никольскому монастырю.
19 апреля 1998 года, в первый день Пасхи, во Введенской церкви была совершена первая литургия; богослужения совершались весь тёплый период года.
26 августа 1999 года указом архиепископа Ярославского и Ростовского Михея (Хархарова) служащим священником обители был назначен Александр Алексеев.  Осенью 1999 года была устроена котельная в 2-этажном келейном корпусе «у северной стены», в котором были размещены сёстры. В деревянном Доме паломника выстроены печи.
23 декабря 1999 года указом архиепископа Михея монастырь стал считаться приписным к Никольскому монастырю; настоятельницей назначена игумения Евстолия (Афонина). 25 декабря архиепископ Михей совершил освящение главного престола Введенской церкви.
В 2000 году установлена автономная электростанция, заменена вся энергосистема.

## Современное состояние
Настоятельница, синодально назначенная по прошению Ярославского архиепископа Кирилла (Наконечного) 6 октября 2006 года — Варвара (Чекоткова).
21 февраля 2011 года настоятельница монахиня Варвара (Чекоткова) была возведена в сан игумении. Скончалась 8 ноября 2017 года.
В монастыре — 20 сестёр, согласно сведениям на сайте монастыря.
Для паломников проводятся экскурсии, кроме того, действует небольшая трапезная с монастырской выпечкой и квасом.

## Строения
- Собор Феодора Стратилата (1557), с приделами Фёдоровской иконы Матери Божьей и Серафима Саровского;
- Введенская церковь (1710), «теплая», построена на средства царя Петра I и царевны Натальи Алексеевны, у неё два придела -: во имя иконы Матери Божией «Знамение» и в честь святых мучеников Андриана и Наталии[15].
- Казанская церковь (1713)[16].
- кельи старые;
- кельи новые;
- корпус «у северной стены»;
- кузница;
- святые ворота, с надвратной церковью;
- странноприимный дом;
- трапезная новая;
- часовня-колодец;
- башня;
- дом паломника[10].

## Настоятели
Известны имена 31 игумена и 27 игумений монастыря.
- Рафаил (1620-е)
- Евгения (1875—1916)
- Олимпиада (Георгиевская) (—1923) — последняя настоятельница до закрытия монастыря в 1923 году.
- Евстолия (Афонина) (1999—2006)
- Варвара (Чекоткова) (2006—2017)
- Даниила (Севериненко) (с 2017)

## Здесь похоронены
- Схимонах Сергий, строитель монастыря, во Введенском храме[1].
- Наталья Ивановна Взимкова, подружка детства Петра I, в соборе[1].
- Агафия Фёдоровна Ягужинская (Хитрова), жена Ягужинского, во Введенском храме в приделе Адриана и Наталии[17].
- Павел Семёнович Соловьёв, генерал, севастопольский герой, во Введенской церкви[1].
- Гавриил Петрович Самсонов, генерал, в соборе[1].
- Мария Николаевна Тончи, дочь художника Николая Тончи, в соборе[1].